# Chris Ware
Franklin Christenson Ware ou apenas Chris Ware (Omaha, 28 de dezembro de 1967) é um ilustrador e roteirista de histórias em quadrinhos, norte-americano.
Seu trabalho explora temas como isolamento social, problemas emocionais e depressão. Costuma usar paletas de cores fortes, com traços meticulosos e detalhistas, com imagens e quadros bastante elaborados.

## Biografia
Ware nasceu em Omaha, em 1967, no Nebraska. Suas primeiras tirinhas como cartunista foram publicadas no final dos anos 1980, no jornal estudantil da Universidade do Texas em Austin. Além das tirinhas satíricas, ele também tinha uma série de ficção científica semana no mesmo jornal, chamada de Floyd Farland: Citizen of the Future, publicada em 1988 em livro pela Eclipse Comics.
Em seu segundo ano de faculdade, ele chamou a atenção do cartunista Art Spiegelman, que o cinvidou a trabalhar na Raw, influente revista da área. Trabalhar na Raw lhe deu confiança em seu próprio trabalho e o inspirou a explorar novas técnicas de desenho e gravação e a se autopublicar.

## Publicações
Suas obras mais conhecidas são:
- Acme Novelty Library[1]
- Jimmy Corrigan, the Smartest Kid on Earth
- Quimby the Mouse[1]

É vencedor de diversos prémios Eisner e Harvey em variadas categorias, entre eles o Eisner (2001) de melhor álbum gráfico por Jimmy Corrigan, o garoto mais esperto do mundo e o Harvey (2006) de melhor cartunista. Publica a aclamada revista em série Acme Novelty Library pela editora Fantagraphics.
Além disso, foi um dos colaboradores da revista undeground de banda desenhada RAW.